# 新香蕉俱樂部
《新香蕉俱樂部》為新城知訊台的一個phone-in節目，內容以嬉笑手法解決聽眾的感情問題為主，為香港同時段各大電台中的冠軍收聽率長壽節目。2005年及2006年，Ben、Bob、Sam、Ricky更先後組成歌手組合BBS及BBR，活躍時期至2010年。
星期日原班人馬的《新香蕉星期天》及其後的《新香蕉Junior》則是訪問及雜誌式節目，會與娛樂圈藝人傾談,及與聽眾玩遊戲大派禮物。直至2013/10/13播出最後一集，「新香蕉」撤出星期日時段。
2011年，Bob、Ricky相繼被調到另一節目《開心家天下》，節目舊有主持人只剩下阿Ben，「新香蕉俱樂部」已成名存實亡的電台組合。在螢光幕前Bob、Ricky較多機會合作，但BBR更多時候是「單飛」發展，范振鋒更於2015年尾以個人身份推出新歌「膊頭」，不過BBR仍偶在電台節目聚首，短暫重組。惟隨著2016年的新城大改革,杜浚斌離開新城，意味著BBR正式解體。
2016年1月4日，香港蘋果日報率先報導新城電台人事大地震，新城電台資深節目主持人陳少寶更爆出涉及派系鬥爭－隨著「新城音樂、娛樂及製作總經理」朱明鋭半被動退休後，杜浚斌稱電台改革後方向與自己不同而自行離職。2016年1月5日，杜浚斌宣佈新香蕉俱樂部會於1月7日直播最後一集，之後離開新城，意味著新香蕉俱樂部隨之解體。
隨後於2016年3月10日，杜浚斌於其Facebook 專頁上宣布，由他率領一眾幕前好友及部分前同事主持加盟網絡電台D100，並於3月14日以「香蕉俱樂部」為名，重開同類型節目。

## 由來
《新香蕉俱樂部》於2003年由新城娛樂台高層朱明銳促成，因為同台曾經有一個由邵國華、雷宇揚及歐錦棠主持的節目《香蕉俱樂部》，為避免混淆，所以便叫作《新香蕉俱樂部》。節目時間為星期日晚上11時至深夜2時，主持是剛由廣告部自薦轉入節目組的林盛斌(Bob)、張穎康(康仔)及從商業電台轉投新城的杜浚斌(Ben)。第一集的嘉賓更是有張穎康「契爺」之稱的劉德華。 
康仔很快便離開節目，主持之位曾一度邀請官恩娜等歌手作客串。播放時段則加開了星期一至星期五晚上8時至9時(上半場)及深夜11時至1時(下半場)，節目亦加入「單身連線」環節,為單身人士進行配對。原有星期日時段則稱作特別場《新香蕉星期天》，提供渠道給有意入娛樂圈的少女。

## 進軍樂壇及寫作界
經朱明銳介紹之後，金谷集團行政總裁秦善文(Sam)加入節目。但由於他比較繁忙，所以一般都只在上半場及特別場才回來。
2005年，三位主持人翻唱老鼠愛大米，使到人氣急升，這首歌更令他們以BBS (Ben、Bob、Sam三位成員的英文名縮寫) 的組合形式進軍樂壇。
同年，三人推出了嫁給我吧廣東版，受到各界好評。往後推出的失戀的歌、絕世招數、心理治療等歌曲也相當受歡迎。
因應新城電台及廣東電台推出廣播劇墨爾本的翡翠，BBS合唱了此劇的同名主題曲，而杜浚斌更另外唱了此曲的獨唱版。
2006年，BBS的首張大碟 Be Friend 面世，銷量高達8000隻，並且已發行第3版。
同年，新城電台大改革，下半場時段加長至3時，特別場也推遲了1小時開結及完結，並取消了上半場時段。更邀得香港電台主持范振鋒(Ricky)回巢, 節目增至BEN、BOB、SAM、RICKY的4人組合。
除此以外，他們更涉足寫作界，把他們戀愛的經驗結集成書。

## Sam退出 Ricky加入 (2006年尾-2008年)
2006年，BBS組成後處於高峰,進軍樂壇後亦贏得極高人氣。
同年年尾，疑因新城娛樂台人事變動,Sam宣佈他要有空才上來主持新香蕉，意味著退出節目。到現時為止，他只回來過一次，這也是Sam最後一次主持新香蕉。早前加入的范振鋒(Ricky)亦順理成章與Ben、Bob組成BBR。
節目主持的特色漸以Ben口齒伶俐及率直訓斥、Bob的磁性笑聲及肉緊的罵人聲、阿范的時給予意見並安撫(當阿BEN暴怒時)但時加入寸人(尤其當BEN落井下石時)聞名，三位主持的共同風格則是搞笑及愛互窒。 
節目的忠實粉絲則被統稱為"蕉友"。

## 新城娛樂台改革 (2008-2010年)
2008年，新城電台大改革。新城娛樂台改革成新城知訊台,但節目仍能保留下來。先是改為當時的節目於星期一至星期五深夜一時至二時，星期六凌晨十二時至三，星期日凌晨十二時至一播放。更在翌年將節目播放時段改為星期一至五及星期日，晚上十一時至凌晨一時。
2010年，三位主持人杜浚斌、林盛斌和范振鋒合唱歌曲撐撐堂，並由城中名人前輩曾志偉作為Featuring部分。之後屢次上電視台的不同節目中做嘉賓，有音樂；亦有遊戲節目。
不過, Bob在BBR新推出的專輯《The Less The Better》中的獨白,亦預告了因已生兒育女,要以家庭為重, 未來將會淡離「新香蕉」這個深夜時段。

## Bob淡出節目 (2011-2012年)
2011年末，因為阿BOB忙於電視工作及同台另一節目，開始只在星期三/五才回來主持節目。星期一至四之時段由主持們的女藝員朋友做嘉賓主持替代。曾做嘉賓主持的女藝員包括李綺雯(𡃁妹）、張美妮、湯盈盈、Toby梁靖琪、周家蔚等等，人數眾多。
文恩澄亦一度伙拍有線電視球彩台主持盧頌恩（妹頭）不定期主持節目，而且並無收薪。文恩澄期來曾和杜浚斌交往, 並同居生活。

## 新主持 新時段 新環節 (2012年-2013年10月12日)
2012年，妹頭獲正式簽約，成為新城旗下藝員。阿Bob亦漸漸完全淡出節目。
同年年中，Ricky、妹頭相繼被調離香蕉, BBR被完全拆散。
舞台劇演員林澤群加盟節目，節目原本嬉笑怒罵的風格轉趨溫馨為主，惟不少聽眾認為笑點太低，節目流失部分舊聽眾。
同年11月1日，新城的節目時間大調動。本節目星期一至五的播出時間延遲一個小時開始，並延長一個小時完結。節目亦新增了兩個新環節：大風吹 (00:18-00:23)、新香蕉點唱部 (02:00-03:00)。
直至2013年9月17日，隨數碼音樂台正式啟播，節目提前一小時作結。「新香蕉點唱部」取消。
同年10月起，塔羅小公主Selina逢星期一成為節目嘉賓主持。
同年10月12日，Ben宣佈林澤群因身體及工作兼顧無暇，即日起離開新香蕉俱樂部。期後新城安排DJ關逸揚加入新香蕉俱樂部，短暫替補。藝人鄭敬基回流香港後,亦曾短暫客串節目。

## 再次改組 嘉賓主持相繼加入 (2013年10月14日-2016年1月8日)
2013年11月中旬，有線電視主持許博文（強尼）成為節目嘉賓主持，被聽眾認為是繼Bob、Ricky後較佳的接任主持。
性治療師何慕詩、行為治療師Cleo、有線主持肥Sam加入節目，成為嘉賓主持。
至此，新香蕉俱樂部只能靠嘉賓主持湊齊主持人，甚或由Ben獨立撐起節目。
2016年1月1日，Bob & Ricky回歸節目，重組BBR主持了一晚節目，節目內Ben、Bob、Ricky都表明這些機會可一不可再，暗示他們日後難有機會再一同主持電台節目。
1月5日，杜浚斌宣佈新香蕉俱樂部會於1月7日直播最後一集，之後離開新城，意味著BBR正式解體。

## 音樂

### 音樂專輯
- 2006年12月3日: 《Be Friend》(杜浚斌、林盛斌、秦善文)
- 2009年: 《The Less The Better》(杜浚斌、范振鋒、林盛斌)

## 獲得獎項
2005年:新城勁爆頒獎禮 - 勁爆合唱歌曲
2006年:新城勁爆頒獎禮 - 新城勁爆新登場組合
PM第五屆樂壇頒獎禮 - 飛躍DJ
PM第五屆樂壇頒獎禮 - 合唱歌曲
新城娛樂台06新星歌舞鬥 - 冠軍新人王
2007年:勁歌王年度總選 - 2007年勁歌王新登場組合

## 作品
- 愛情50/50
- 桃花寶典
- 舊日的蕉跡
- 七日天堂 七日地獄
- 蕉牌旅遊 拍拖行頭
- 蕉牌旅遊 打出身價坡
- 見蕉拆招

## 外部連結
- 新香蕉俱樂部官方網頁 （页面存档备份，存于）
- 新香蕉俱樂部電台撐腰 （页面存档备份，存于）

| 前一節目： 寂寞一窩Phone | 新城知訊台節目 星期一至星期五凌晨12時至2時 | 下一節目： 寂寞「留聲」群 |